# Turingov test
Turing test je test koji je izradio Alan Turing, a omogućava provjeru  inteligencije  računala ili  programske potpore. Test je objavio 1950. pod nazivom " Računalna tehnologija i inteligencija".
Radi se o sljedećem: Čovjek u ulozi suca prirodnim jezikom komunicira s jednim čovjekom i jednim strojem, a pri tome obojica se prikazuju ljudima. Ako sudac sa sigurnošću ne može utvrditi koji je sugovornik stroj, smatra se da je stroj prošao test.  
Kako bi test bio što jednostavniji i kako se ne bi testirala sposobnost generiranja glasa od strane stroja, test se odvija preko tipkovnice i ekrana. Prvotno je  Turing predložio teleprinter.